# Gunung Bermumu
Gunung Bermumu är ett berg i Indonesien.   Det ligger i provinsen Aceh, i den västra delen av landet, 1 700 km nordväst om huvudstaden Jakarta. Toppen på Gunung Bermumu är 2 601 meter över havet, eller 108 meter över den omgivande terrängen. Bredden vid basen är 1,1 km. Gunung Bermumu ingår i Pegunungan Pase.
Terrängen runt Gunung Bermumu är bergig åt nordväst, men åt sydost är den kuperad.Runt Gunung Bermumu är det ganska tätbefolkat, med 108 invånare per kvadratkilometer. I omgivningarna runt Gunung Bermumu växer i huvudsak städsegrön lövskog.